# Казанова (фильм, 2005)
«Казанова» (англ. Casanova) — авантюрно-приключенческая комедийная мелодрама режиссёра Лассе Халльстрёма о неутомимом герое-любовнике Джакомо Казанова (Хит Леджер).
Съемки фильма начались 9 июля 2004 года.
Мировая премьера состоялась 25 декабря 2005, в России 2 февраля 2006.

## Сюжет
1790-е годы. Богемия, замок Дукс. Престарелый Джакомо Казанова заканчивает свои мемуары «История моей жизни». Но об одной из своих историй он всё же умалчивает. Неутолимая жажда любви перешла Джакомо Казанове по наследству ещё от матери.
1734 год. Юного Джакомо и так почти всё время воспитывала бабушка. На его девятый день рождения, мама-актриса совсем отправляет его в пансион в Падуе, на большом удалении от побережья родной Венеции, а сама уезжает вслед за любимым мужчиной гастролировать с театром по Европе. Она обещает, что Джакомо вернётся в Венецию, а она вернётся к нему.
1753 год. Казанова — самый популярный мужчина в Венеции, о нём рассказывают легенды, ставят спектакли. Он множество раз был на пороге смерти, но он всегда выходил сухим из воды. После его очередного приключения ему ставят ультиматум: либо Джакомо женится, либо его изгоняют из города.

## В ролях
- Хит Леджер — Джакомо Казанова
- Сиенна Миллер — Франческа Бруни
- Джереми Айронс — Пуччи, епископ
- Оливер Платт — Паприццио
- Лена Олин — Андреа Бруни, мать Франчески
- Омид Джалили — Лупо Сальвато, слуга Казановы
- Стивен Грейф — Донато
- Кен Стотт — Далфонсо
- Тим Макиннерни — Франческо Лоредан, дож Венеции
- Хелен Маккрори — Жанетта Фарусси, мать Казановы
- Чарли Кокс — Джованни Бруни, брат Франчески
- Натали Дормер — Виктория Донато
- Фил Дэвис — Бернардо Гварди
- Лорен Коэн — сестра Беатрис
- Юджин Саймон — Казанова в 11 лет